# مدل ذهنی
مدل ذهنی (به انگلیسی: Mental model)، توصیف فرایند تفکر فردی دربارهٔ چگونگی کار در دنیای واقعی است. مدل ذهنی نمایشی از جهان پیرامون، روابط بین بخشهای مختلف آن و درک مستقیم یک فرد در مورد اقدامات خود و نتایج آن می‌باشد. مدل‌های ذهنی می‌توانند رفتار را شکل دهند و رهیافتی را برای حل مشکلات (مشابه با یک الگوریتم شخصی) و انجام وظایف ایجاد کنند.
مدل ذهنی نوعی نماد داخلی یا نمایش واقعیت خارجی است، فرضیه‌ای که نقش مهمی در شناخت، استدلال و تصمیم‌گیری بازی می‌کند. کنت کریک در سال ۱۹۴۳ پیشنهاد کرد که ذهن «مدل‌های کوچک» واقعیت را برای پیش‌بینی رویدادهایی که استفاده می‌کند، ایجاد می‌کند.

جی رایت فرستر مدل‌های ذهنی عمومی را تعریف کرد:
تصویر جهان اطراف ما، که در ذهن خود نگه می‌داریم فقط یک مدل است. هیچ‌کس در سر خود همه جهان، دولت یا کشور را تصور نمی‌کند. او فقط مفاهیم و روابط بین آن‌ها را انتخاب کرده و از آن‌ها برای نشان دادن سیستم واقعی استفاده می‌کند (فرستر، ۱۹۷۱).
در روان‌شناسی، اصطلاح مدل‌های ذهنی گاهی برای اشاره به بازنمایی‌های ذهنی یا شبیه‌سازی ذهنی به‌طور کلی استفاده می‌شود. در موارد دیگر از آن برای اشاره به مدل‌های ذهنی، استدلال و نظریه مدل ذهنی استدلال که توسط فیلیپ جانسون – لیرد و روث م.جی. بایرن توسعه یافته‌است، استفاده می‌شود.

## تاریخچه
باور بر این است که اصطلاح مدل ذهنی در سال ۱۹۴۳ توسط کنت کریک در کتاب ماهیت توضیح مطرح شده‌است. ژرژ هنری لوکت در کتاب نقاشی‌های کودکان (Le dessin enfantin) که در سال ۱۹۲۷ توسط آلکان (پاریس) منتشر شد، استدلال کرد که کودکان مدل‌های درونی را ایجاد می‌کنند، که این دیدگاه متأثر از دیگر روان شناسان کودک، ژان پیاژه، می‌باشد.
فیلیپ جانسون-لیرد در سال ۱۹۸۳ کتاب مدل‌های ذهنی: به سوی علوم شناختی زبان، استنتاج و آگاهی را منتشر کرد. همچنین در همان سال، ددر گنتنر و آلبرت استیونس مجموعه‌ای از فصل‌ها را در یک کتاب تحت عنوان مدل‌های ذهنی ویرایش کردند. خط اول کتاب آن‌ها مفهوم را بیشتر توضیح می‌دهد: «یکی از ویژگی‌های این فصل تمرکز بر آشکارسازی می‌باشد؛ دیدگاه‌های مردم در مورد جهان، خودشان، توانایی‌های خود و وظایفی که از آن‌ها خواسته شده‌است یاد بگیرند، به شدت وابسته به مفهوم‌سازی است که آن‌ها به کار می‌گیرند.» (کتاب مدل ذهنی)
از آن پس، بحث و استفاده از این مفهوم در تعامل انسان - کامپیوتر و قابلیت استفاده توسط پژوهشگرانی همچون دونالد نورمن و استیو کروگ وجود داشته‌است (کتاب مرا به فکر وادار مکن). والتر Kintsch و Teun A. ون Dijk، با استفاده از مدل وضعیت ارتباط مدل‌های ذهنی را برای تولید و درک گفتمان نشان داد. (کتاب: استراتژی تفکر گفتمان، ۱۹۸۳).

## مدل‌های ذهنی و استدلال
یک دیدگاه استدلال انسانی این است که استدلال انسانی به مدل‌های ذهنی بستگی دارد. در این دیدگاه، مدل‌های ذهنی می‌توانند از ادراک، تخیل، یا درک گفتمان ساخته شوند (جانسون لیرد، ۱۹۸۳). چنین مدل‌های ذهنی شبیه به مدل‌های معماران یا نمودارهای فیزیکدانان است؛ ساختار آن‌ها مشابه ساختار وضعیتی است که آن‌ها بر خلاف ساختار اشکال منطقی مورد استفاده در نظریه‌های قضایی رسمی استدلال می‌کنند. در این راستا، آن‌ها شباهت اندکی به تصاویر نظریه تصویری زبان، که توسط فیلسوف لویدویگ ویتگنشتاین در سال ۱۹۲۲ نوشته شده‌است، دارند. فیلیپ جانسون لیرد و روت مژده بایرن تئوری مدل‌های ذهنی را توسعه دادند که این فرض را مطرح می‌کند که استدلال نه به فرم منطقی، بلکه به مدل‌های ذهنی بستگی دارند (جانسون لیرد و برن، ۱۹۹۱).

### اصول مدل‌های ذهنی
مدل‌های ذهنی بر اساس مجموعه‌ای از مفروضات اساسی (axioms) هستند، که آن‌ها را از دیگر بازنمایی‌های پیشنهادی در روانشناسی استدلال متمایز می‌کند (برن و جانسون لیرد، ۲۰۰۹). هر مدل ذهنی نشان دهنده احتمال می‌باشد. یک مدل ذهنی، احتمالی را نشان می‌دهد که در همه شیوه‌های مختلف ممکن است رخ دهد (جانسون-لیرد و برن، ۲۰۰۲). مدل‌های ذهنی نمادین هستند، به عنوان مثال، هر بخشی از یک مدل مربوط به هر بخشی که نشان می‌دهد، می‌باشد (Johnson-Laird، ۲۰۰۶). مدل‌های ذهنی مبتنی بر یک اصل حقیقت هستند: آن‌ها به‌طور معمول تنها شرایطی را که احتمال پذیر هستند را نشان می‌دهند، و هر مدل احتمالاً تنها نشان دهنده آن چیزی است که در این احتمال با توجه به گزاره درست باشد. با این حال، مدل‌های ذهنی می‌توانند آنچه را که اشتباه می‌باشد را نشان دهند، که به‌طور موقت تصور می‌شد درست است، مثلاً، در شرایط شرطی خلاف واقع و تفکر انتقادی (برین، ۲۰۰۵).

### استدلال با مدل‌های ذهنی
مردم به این نتیجه می‌رسند که استنتاج زمانی معتبر است که تمامی احتمالات را دربر گرفته باشد. روش‌های استدلال با مدل‌های ذهنی وابسته به مثال‌های نقض جهت جلوگیری از نتیجه‌گیری نامعتبر می‌باشند؛ آن‌ها روایی را تأیید می‌کنند و اطمینان حاصل می‌کنند که نتیجه‌گیری بر روی تمامی مدل‌های پیش‌فرض انجام می‌شود. ریاضیدانان بر روی زیر مجموعه‌ای از مدل‌های احتمالی مشکلات مدل چندگانه (اغلب فقط یک مدل واحد) تمرکز می‌کنند. سهولت دستیابی ریاضیدانان به نتایج توسط بسیاری از عوامل، از جمله سن و حافظه کاری تحت تأثیر قرار می‌گیرد (Barrouillet et al. ، ۲۰۰۰). آن‌ها نتیجه را رد می‌کنند، در صورتی که مثال نقض بیابند، به عنوان مثال، احتمالی که پیشفرض اتفاق بیفتد اما نتیجه‌گیری انجام نمی‌شود (Schroyens et al. 2003؛ Verschueren et al 2005).

### نقدها
بحث علمی همچنان در مورد این است که آیا استدلال انسانی بر اساس مدل‌های ذهنی، در مقابل قاعده‌های رسمی استنباط (به عنوان مثال، O'Brien، ۲۰۰۹)، قوانین خاص محدوده استنباط (به عنوان مثال، چنگ و هولیوک، ۲۰۰۸؛ Cosmides، ۲۰۰۵)، یا احتمالات (به عنوان مثال Oaksford و Chater، ۲۰۰۷) می‌باشد. بسیاری از مقایسه‌های تجربی نظریه‌های مختلف انجام شده‌است (به عنوان مثال Oberauer، ۲۰۰۶).

## مدل‌های ذهنی سیستم‌های دینامیکی، مدل‌های ذهنی در دینامیک سیستم

### مشخصات
یک مدل ذهنی به‌طور کلی:
- بر مبنای حقایق غیرقابل تعریف، محکوم، مبهم یا ناقص
- انعطاف‌پذیر - به‌طور قابل توجهی تغییرپذیر در شرایط مثبت همانند شرایط منفی.
- فیلتر اطلاعاتی – باعث درک انتخابی، درک تنها قسمت‌های انتخاب شده اطلاعات می‌شود.
- بسیار محدود، در مقایسه با پیچیدگی‌های جهان و حتی زمانی که یک مدل علمی، گسترده و مطابق با یک واقعیت خاص در نتیجه عواقب منطقی آن باشد، باید محدودیت‌هایی مانند کارکرد حافظه را در نظر بگیریم؛ به عنوان مثال، قوانین مربوط به حداکثر تعداد عناصر که مردم می‌توانند به یاد داشته باشد، گشتالت‌ها یا شکست اصول منطق و غیره.
- وابسته به منابع اطلاعاتی که هر کسی نمی‌تواند جای دیگری پیدا کند، در هر زمان در دسترس است و می‌تواند مورد استفاده قرار گیرد.

مدلهای ذهنی یک راه اساسی برای درک یادگیری سازمان یافته هستند. مدل‌های ذهنی در علم طرز سخن، به عنوان «تصاویر عمیق تفکر و عمل» توصیف شده‌است. مدل‌های ذهنی برای درک دنیا بسیار اساسی هستند که مردم به سختی از آن‌ها آگاه هستند.

### بیان مدل‌های ذهنی سیستم‌های پویا
S.N. Groesser and M. Schaffernicht در سال ۲۰۱۲ سه روش اساسی را که معمولاً مورد استفاده قرار می‌گیرند را توصیف می‌کنند.
- نمودارهای حلقه علمی – نشانگر گرایش و مسیر ارتباط اطلاعاتی و نتایج ناشی از آن و حلقه‌های بازخورد
- نمودار ساختار سیستم – راه دیگری برای بیان ساختار یک سیستم دینامیکی کیفی
- نمودار سهام و جریان – راهی برای اندازه‌گیری ساختار یک سیستم پویا

این روش‌ها نشان می‌دهد که یک مدل ذهنی سیستم پویا، به عنوان یک مدل واضح، در مورد یک سیستم خاص بر اساس باورهای درونی نوشته شده‌است. تجزیه و تحلیل این بازنمودهای گرافیکی، محدوده تحقیقاتی در زمینه بسیاری از علوم اجتماعی است. به علاوه اخیراً ابزارهای نرم‌افزاری برای ضبط و تجزیه و تحلیل خواص ساختاری و عملکردی مدل‌های ذهنی فردی مانند Mental Modeler «ابزار مدل سازمانی مشارکتی مبتنی بر نقشه‌برداری شناختی منطق فازی»، برای جمع‌آوری/ مقایسه/ ترکیب نمایه‌های ذهنی افراد برای استفاده در تحقیقات علوم اجتماعی، تصمیم‌گیری مشترک و برنامه‌ریزی منابع طبیعی توسعه یافته و استفاده شده‌است.

### مدل ذهنی در ارتباط با پویایی سیستم و تفکر سیستمی
در ساده‌سازی واقعیت، ایجاد یک مدل می‌تواند احساس واقعیت را ایجاد کند، که به دنبال غلبه بر تفکر سیستمیک و پویش سیستم است.
این دو روش می‌تواند به ایجاد هماهنگی بهتر با واقعیت مدل‌های ذهنی کمک کند و آن را به‌طور دقیق شبیه‌سازی کند. همچنین احتمال را افزایش می‌دهند که پیامدهای چگونگی تصمیم‌گیری و عمل مطابق با چگونگی برنامه‌ریزی است.
- دینامیک سیستم – توسعه مدل‌های ذهنی از طریق ایجاد مدل‌های صریح، که واضح و آسان است و می‌توانند با یکدیگر مقایسه شوند.
- تفکر سیستمیک – به دنبال ابزاری برای بهبود مدل‌های ذهنی و در نتیجه بهبود کیفیت تصمیمات پویا بر اساس مدل ذهنی است.

### یادگیری تک حلقه‌ای و دو حلقه‌ای
پس از تجزیه و تحلیل ویژگی‌های اساسی، دخیل کردن روند تغییر مدل‌های ذهنی، یا روند یادگیری لازم است. یادگیری یک فرایند حلقه بازگشت است و حلقه‌های بازخورد می‌تواند همانند یادگیری تک حلقه‌ای و دو حلقه‌ای نشان‌دهنده شود.

#### یادگیری تک حلقه‌ای
مدلهای ذهنی بر نحوه کار با اطلاعات و تعیین تصمیم نهایی تأثیر می‌گذارند. تصمیم خود تغییر می‌کند، اما مدل‌های ذهنی به همان حال باقی می‌ماند. این روش غالب برای یادگیری است، زیرا بسیار راحت است. یک مدل ذهنی ایجاد شده ثابت است، بنابراین تصمیم بعدی بسیار سریع می‌باشد.

#### یادگیری دو حلقه‌ای
یادگیری دو مرحله‌ای زمانی استفاده می‌شود که لازم است مدل ذهن بر اساس نوع تصمیم‌گیری تغییر کند. بر خلاف حلقه‌های تک، این مدل شامل تغییر در درک، از ساده و استاتیک به گسترده‌تر و پویاتر است، مانند توجه به تغییرات محیط اطراف و نیاز به تغییرات اصلاح در مدل‌های ذهنی.